# Russell Shearman
Russell Shearman (* 27. April 1905; † 5. Mai 1956) war ein US-amerikanischer Spezialeffektkünstler, der 1949 sowohl mit einem Oscar in der Kategorie „Beste Spezialeffekte“ für den Fantasyfilm Jenny, als auch einem Technical Achievement Award ausgezeichnet wurde.

## Leben
Shearman trat beim Film erstmals 1946 mit Frank Capras Tragikomödie Ist das Leben nicht schön? mit James Stewart und Donna Reed in Erscheinung, bei der er in leitender Position für die Spezialeffekte zuständig war. Der Film avancierte erste im Laufe der Jahre zu einem Klassiker und wird von einigen Kritikern zu den besten Filmen aller Zeiten gezählt. Seine Mitwirkung an seinem nächsten Film, der Fantasy-Romanze Jenny von William Dieterle mit Jennifer Jones und Joseph Cotten, brachte Shearman einen Oscar ein. Die Auszeichnung ging außerdem an seine Kollegen Paul Eagler, J. McMillan Johnson, Clarence Slifer, Charles L. Freeman und James G. Stewart.
Im Jahr 1952 arbeitete Shearman mit Robert Siodmak und Burt Lancaster für den Piratenfilm Der rote Korsar zusammen. Für das 1954 entstandene Kriegsdrama Brückenkopf X mit Tony Curtis und Mary Murphy lieferte er ebenfalls die Spezialeffekte. In dem im selben Jahr entstandenen Western Vera Cruz von Robert Aldrich arbeitete Shearman erneut mit Burt Lancaster zusammen, der neben Gary Cooper die Hauptrolle spielte. Auch in dem darauffolgenden Film Der Mann aus Kentucky (1955) ergab sich wiederum eine Zusammenarbeit mit Burt Lancaster. Der halbdokumentarische Spielfilm Haie greifen an von 1956 mit Victor Mature und Karen Steele wurde zu Shearmans letztem Film.

## Filmografie
- 1946: Ist das Leben nicht schön? (It’s a Wonderful Life)
- 1948: Jenny (Portrait of Jennie)
- 1952: Der rote Korsar (The Crimson Pirate)
- 1952: Hans Christian Andersen und die Tänzerin (Hans Christian Andersen)
- 1952: Bwana, der Teufel (Bwana Devil)
- 1953: Der blaue Stein des Maharadscha (The Diamond Queen)
- 1954: Brückenkopf X (Beachhead)
- 1954: Die Hand am Abzug (The Yellow Tomahawk)
- 1954: Vera Cruz
- 1955: Der Mann aus Kentucky (The Kentuckian)
- 1956: Haie greifen an (The Sharkfighters)

## Auszeichnungen
- Oscarverleihung 1949: Auszeichnung mit dem Technical Achievement Award
zusammen mit Marty Martin und Jack Lannan „für die Entwicklung einer neuen Methode, die fallenden Schnee am Film-Set vortäuscht“
- Oscarverleihung 1949: Ausgezeichnet mit dem Oscar für Jenny
zusammen mit James G. Stewart und Charles L. Freeman (akustische Effekte) sowie Paul Eagler, J. McMillan Johnson und Clarence Slifer (visuelle Effekte)